# Liste der Monuments historiques in Roissy-en-Brie
Die Liste der Monuments historiques in Roissy-en-Brie führt die Monuments historiques in der französischen Gemeinde Roissy-en-Brie auf.

## Liste der Objekte
| Bezeichnung                  | Beschreibung                                                                 | Standort                                                       | Kennzeichnung | Schutzstatus | Datum | Bild |
| ---------------------------- | ---------------------------------------------------------------------------- | -------------------------------------------------------------- | ------------- | ------------ | ----- | ---- |
| Glocke                       | Bronze, 1775 gegossen                                                        | In der Kirche St-Germain (Lage)                                | PM77001497    | Classé       | 1942  |      |
| Grabstein für P.F. Lenoir    | Gravierte Grabstele mit dem Jahr 1773 bezeichnet.                            | Auf der Westseite im Außenbereich der Kirche St-Germain (Lage) | PM77003643    | Inscrit      | 1980  |      |
| Gedenktafel für Anne Robinot | Tafel aus schwarzem Marmor mit eingravierter Inschrift. Bezeichnet mit 1642. | In der Mauer an der Außenseite der Kirche St-Germain (Lage)    | PM77003644    | Inscrit      | 1980  |      |